# Primarias de gobernadores regionales de Chile Vamos de 2024
Las elecciones primarias de gobernadores regionales de Chile Vamos de 2024 son el mecanismo que dicha coalición utilizó para definir a dos de sus candidatos para las elecciones regionales de octubre de ese mismo año. Se realizaron el día 9 de junio, y las cédulas de votación fueron de color naranja.

## Antecedentes
El 9 de abril de 2024, los partidos de la coalición acudieron al Servicio Electoral para inscribir su pacto, tras informar que alcanzaron acuerdo para realizar primarias de alcaldes y gobernadores regionales. Si bien originalmente se anunció que las primarias de gobernadores serían en las regiones de Antofagasta y Coquimbo, al día siguiente se confirmó que la primera quedó descartada, y en su lugar fue inscrita una primaria en la Región de Aysén. La lista oficial de candidaturas que fueron aceptadas por el Servel fue publicada el 16 de abril de 2024.

## Candidaturas
| Región   | UDI                        | RN                       | Independientes             |
| -------- | -------------------------- | ------------------------ | -------------------------- |
| Coquimbo | Cristián Rondanelli Orrego | Roberto Vega Campusano   | Cristóbal Juliá de la Vega |
| Aysén    | Marcelo Santana Vargas     | Fernando Guzmán Espinoza | Jorge Sepúlveda Haugen     |

## Resultados
| Partido                    | Partido                       | Votos | %    | Candidatos | Nominados |
| -------------------------- | ----------------------------- | ----- | ---- | ---------- | --------- |
|                            | Unión Demócrata Independiente |       |      | 2          | 1         |
|                            | Renovación Nacional           |       |      | 2          | 0         |
|                            | Independientes                |       |      | 2          | 1         |
| Votos válidamente emitidos | Votos válidamente emitidos    |       | 100% | 6          | 2         |

### Región de Coquimbo
| Candidato                  | Partido | Votos | %      | Resultado |
| -------------------------- | ------- | ----- | ------ | --------- |
| Cristián Rondanelli Orrego | UDI     | 5384  | 26,63% |           |
| Roberto Vega Campusano     | RN      | 6157  | 30,45% |           |
| Cristóbal Juliá de la Vega | Ind.    | 8678  | 42,92% | Nominado  |

### Región de Aysén
| Candidato                | Partido | Votos | %      | Resultado |
| ------------------------ | ------- | ----- | ------ | --------- |
| Marcelo Santana Vargas   | UDI     | 4360  | 52,80% | Nominado  |
| Fernando Guzmán Espinoza | RN      | 2875  | 34,82% |           |
| Jorge Sepúlveda Haugen   | Ind.    | 1022  | 12,38% |           |